# Cremnochorites capensis
Cremnochorites capensis es una especie de pez de la familia Tripterygiidae en el orden de los Perciformes.

## Morfología
• Los machos pueden llegar alcanzar los 8 cm de longitud total.

## Hábitat
Es un pez de mar y de clima subtropical y demersal que vive entre 5-30 m de profundidad.

## Distribución geográfica
Se encuentran en Sudáfrica.

## Observaciones
Es inofensivo para los humanos.